# Skarbiec (Białoruś)
Skarbiec (biał. Скарбец, ros. Скарбец) – były majątek i folwark, obecnie uroczysko na Białorusi, w rejonie wołkowyskim obwodu grodzieńskiego, około 23 km na południowy wschód od Wołkowyska, między wsiami Siewoszki (biał. Севашки) i Koniuchy (biał. Конюхи).

## Historia
W XVIII wieku Skarbiec był jednym z folwarku klucza podoroskiego, należącego do rodziny Grabowskich. W wyniku rozsprzedania tego majątku Skarbiec został kupiony przez Władyczańskich, do której to rodziny należał do 1939 roku. W drugiej połowie XIX wieku właścicielem Skarbca był Józef Władyczański (1842–1884), powstaniec styczniowy, po nim dobra te odziedziczył ostatni ich właściciel Miłosław Władyczański (1874–1941). Po I wojnie światowej majątek liczył 1540 hektarów, w 1930 roku – już tylko 655 ha, a w 1939 roku – jedynie 10 ha. Miłosław Władyczański został zamordowany przez władze radzieckie w 1941 roku, możliwe, że jego nazwisko znajduje się na białoruskiej liście katyńskiej.
Po III rozbiorze Polski w 1795 roku Skarbiec, wcześniej należący do powiatu wołkowyskiego województwa nowogródzkiego Rzeczypospolitej, znalazł się na terenie powiatu wołkowyskiego (ujezdu), wchodzącego w skład kolejno guberni: słonimskiej, litewskiej i grodzieńskiej Imperium Rosyjskiego. Po ustabilizowaniu się granicy polsko-radzieckiej w 1921 roku folwark wrócił do Polski, znalazł się w gminie wiejskiej Podorosk powiatu wołkowyskiego województwa białostockiego. 16 października 1933 utworzono gromadę Dubowo w gminie Podorosk, obejmującą  folwark Dubowo, kolonię Dubowo, wieś Andrzejewszczyzna, folwark Skarbiec, kolonię Skarbiec i osadę Józefów.
Po II wojnie światowej weszła w struktury ZSRR, od 1991 roku – na terenie Republiki Białorusi.

## Dawny pałac
Stary dwór istniejący tu w XIX wieku został zastąpiony nowym pałacem wzniesionym przez Miłosława Władyczańskiego w 1894 roku. Była to murowana siedziba zaprojektowana przez architekta Łubę. Bryła pałacu była skomplikowana i składała się z kilku korpusów: główny akcent tworzył tu czteroosiowy piętrowy, korpus środkowy, założony na planie krótkiego prostokąta, kryty czterospadowym, mocno spłaszczonym dachem, schowanym za attyką balustradową. Po lewej stronie znajdowało się krótkie, czteroosiowe, mocno cofnięte skrzydło. Wydłużone ośmioosiowe skrzydło prawe, miało na końcu czteroosiowy ryzalit, zwieńczony gładkim frontonem. Elementem charakterystycznym od strony zajazdu był duży balkon wsparty na czterech arkadowo połączonych kolumnach, wysuniętych do przodu, tworząc podjazd dla zaprzęgów pod balkonem. Tylna elewacja wszystkich korpusów tworzyła jedną linię. Wnętrza miały w zasadzie układ dwutraktowy.
Miłosław Władyczański urządził tu w końcu XIX wieku park krajobrazowy o powierzchni 20 ha. Przed domem był duży, owalny gazon. Po jego zewnętrznej stronie rosło kilkadziesiąt gatunków drzew. Na osi domu dalej szła aleja wjazdowa wysadzona topolami. Po obu stronach alei, w większej odległości od domu, za ogrodem, urządzony był sad owocowy. Aleją lipową można było dojść do stajni koni wyjazdowych. Właściwy park ze starymi drzewami leżał po tylnej stronie domu.
Po 1939 roku majątek przekazano miejscowemu kołchozowi. Folwark został całkowicie zrujnowany. Dziś pozostały jedynie ruiny fundamentów i piwnic.
Majątek Skarbiec jest opisany w 2. tomie Dziejów rezydencji na dawnych kresach Rzeczypospolitej Romana Aftanazego.